# شعبية 600
شعبية 600 منطقة تقع بين الغريقة والسوق القديم بمدينة البيضاء في ليبيا. تأتي اهمية المنطقة لقربها من المنطقة الصناعية بالمدينة.